# Malmö–Billesholms Järnväg
Malmö-Billesholms Järnväg (MBJ) var en enskild järnväg mellan Malmö, via Kävlinge, och Billesholm där den anslöt till Landskrona-Ängelholms Järnväg. Den 60 kilometer långa sträckan öppnade för allmän trafik 1886, förstatligades 1896 och utgjorde sedan det året en del av Västkustbanan fram till 1991, då den istället blev en del av Godsstråket genom Skåne.
Banan byggdes i en hast med finansiering från kommunala och privata intressen i Malmö för att bilda en förbindelse med den påtänkta Västkustbanan, som i praktiken verkade få sin ändstation i Helsingborg. Vid samma tid önskade man i Lund bygga en bana till Teckomatorp, där Rååbanan till Helsingborg anslöt, men Väg- och vattenbyggnadsstyrelsen föredrog att banorna samordnade sina sträckningar. Således fick MBJ göra en lov åt öster för att Lund-Kävlinge Järnväg skulle få en bra anslutning i Kävlinge. De första fem kilometerna närmast Malmö, innan banan viker upp längs kusten vid Arlöv, byggdes parallellt med Södra stambanan. Men sträckan blev inte dubbelspårig förrän år 1900, efter förstatligandet. Sedan dess anses sträckan tillhöra Södra Stambanan istället. Banan elektrifierades 1933–1934.
I samband med järnvägsbygget 1885–86 uppfördes nya stationshus i Axelvold, Flädie, Furulund, Kågeröd, Kävlinge, Lomma, Svalöv och Teckomatorp. De ritades alla av Göteborgsarkitekten Adrian C. Peterson i en särpräglad stil med dekorativa fasader i rött tegel.
Idag utgör delen mellan Arlöv och Billesholm, tillsammans med sträckor från de enskilda järnvägsbolagen Landskrona-Ängelholms Järnväg (Billesholm-Ängelholm) och Kontinentalbanan (Malmö-Trelleborg), Godsstråket genom Skåne. Den södra delsträckan av MBJ mellan Arlöv och Kävlinge kallas Lommabanan den norra, Teckomatorp– Billesholm–Åstorp, kallas Söderåsbanan som återfick persontrafiken i sin helhet 2021 och trafikeras av Skånetrafikens pågatåg.

## Stationer utmed Malmö-Billesholms Järnväg
- Malmö C
- Arlöv
- Lomma
- Önnerup
- Flädie
- Stävie by (tidigare Stävie)
- Furulund
- Kävlinge
- Södervidinge
- Norrvidinge
- Teckomatorp
- Svalöv
- Källstorp
- Axelvold
- Kågeröd
- Böketofta
- Billesholm (Tidigare Billesholms gruva)